# Departementen van Uruguay
Uruguay is bestuurlijk onderverdeeld in 19 departementen (departamentos).

## Geschiedenis
Een overzicht van de wijzigingen in de departementen van Uruguay:
- 1828: Uruguay wordt in negen departementen verdeeld: Canelones, Cerro Largo, Colonia, Durazno, Maldonado, Montevideo, Paysandú, San José en Soriano.
- 1837: Minas wordt gecreëerd uit delen van Cerro Largo en Maldonado. De departementen Salto en Tacuarembó worden afgesplitst van Paysandú.
- 1856: Florida wordt afgesplitst van San José.
- 1880: Río Negro wordt afgesplitst van Paysandú en Rocha van Maldonado.
- 1884: Treinta y Tres wordt gevormd uit Maldonado, Artigas uit Salto en Rivera uit Tacuarembó.
- 1885: Flores wordt afgesplitst van San José.
- 1927: De naam van Minas wordt veranderd in Lavalleja.

## Overzicht departementen van Uruguay
| Nr.                          | Departement    | Hoofdstad              | Oppervlakte | Inwoners  |
| ---------------------------- | -------------- | ---------------------- | ----------- | --------- |
| 1                            | Artigas        | Artigas                | 11.928 km²  | 73.378    |
| 2                            | Canelones      | Canelones              | 4.536 km²   | 520.187   |
| 3                            | Cerro Largo    | Melo                   | 13.648 km²  | 84.698    |
| 4                            | Colonia        | Colonia del Sacramento | 6.106 km²   | 123.203   |
| 5                            | Durazno        | Durazno                | 11.643 km²  | 57.088    |
| 6                            | Flores         | Trinidad               | 5.144 km²   | 25.050    |
| 7                            | Florida        | Florida                | 10.417 km²  | 67.048    |
| 8                            | Lavalleja      | Minas                  | 10.016 km²  | 58.815    |
| 9                            | Maldonado      | Maldonado              | 4.793 km²   | 164.300   |
| 10                           | Montevideo     | Montevideo             | 530 km²     | 1.319.108 |
| 11                           | Paysandú       | Paysandú               | 13.922 km²  | 113.124   |
| 12                           | Río Negro      | Fray Bentos            | 9.282 km²   | 54.765    |
| 13                           | Rivera         | Rivera                 | 9.370 km²   | 103.493   |
| 14                           | Rocha          | Rocha                  | 10.551 km²  | 68.088    |
| 15                           | Salto          | Salto                  | 14.163 km²  | 124.878   |
| 16                           | San José       | San José de Mayo       | 4.992 km²   | 108.309   |
| 17                           | Soriano        | Mercedes               | 9.008 km²   | 82.595    |
| 18                           | Tacuarembó     | Tacuarembó             | 15.438 km²  | 90.053    |
| 19                           | Treinta y Tres | Treinta y Tres         | 9.529 km²   | 48.134    |
| Bron: inwoners, census 2011. |                |                        |             |           |

| Kaart                     |
| ------------------------- |
| Departementen van Uruguay |
| Departementen van Uruguay |

De departementen zijn verder onderverdeeld in gemeenten (municipios).